# فهرست دوزیستان ایالت واشینگتن

## سمندرها و نیوت‌ها
- سمندر شمال غربی -- Ambystoma gracile
- سمندر انگشت دراز -- Ambystoma macrodactylum
- سمدر عذاب المپیک -- Rhyacotriton olympicus
- سمندر غولپیکر ساحلی -- Dicamptodon tenebrosus
- سمندر غول پیکر -- Dicamptodon copei
- سمندرک سخت پوست -- Taricha granulosa
- سمندر انساتینا -- Ensatina eschscholtzii oregonensis
- سمندر پشت قرمز غربی -- Plethodon vehiculum
- سمندر ون دایک -- Plethodon vandykei)

## قورباغه‌ها
- گاوغوک آمریکایی -- Rana catesbeiana
- قورباغه آبشاری -- Rana cascadae
- قورباغه خال‌خالی کلمبیا -- Rana luteiventris
- قورباغه خال‌خالی اورگان -- Rana pretiosa
- رانا کلامیتانس -- Rana clamitans
- قورباغه پلنگی شمالی -- Rana pipiens
- قورباغه پاسیفیک کورس -- Pseudacris regilla  = Pacific Treefrog - (Hyla regilla or Pseudacris regilla)
- قورباغه پا قرمز شمالی -- Rana aurora
- قورباغه دم‌دار ساحلی -- Ascaphus truei
- قورباغه دم‌دار کوه‌های راکی -- Ascaphus montanus

## وزغ‌ها
- وزغ پابیلی -- Spea intermontana
- وزغ غربی -- Bufo boreas
- وزغ چوب‌خانه‌ای -- Bufo woodhousii